# William Hazlitt

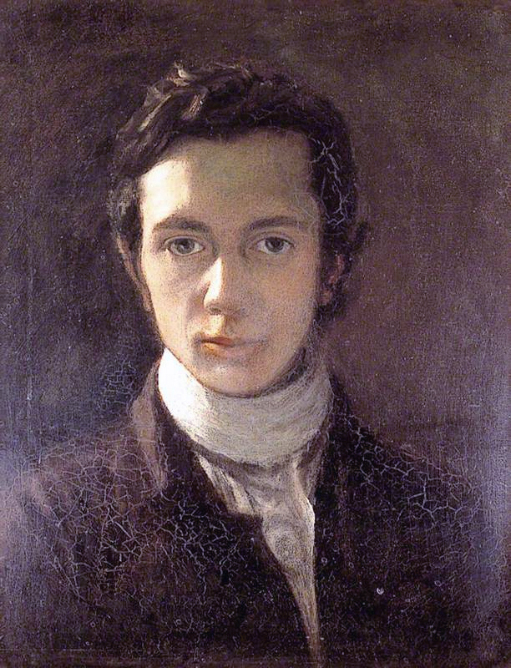
Självporträtt från ca 1802.

William Hazlitt, född 10 april 1778 i Maidstone, Kent, död 18 september 1830 i Soho, London, var en brittisk författare. Han var farfar till William Carew Hazlitt.
Hazlitt började som filosof och konstkritiker men ägnade sig från 1815 främst åt litteraturkritik och blev berömd som författare av litterära, politiska och geografiska essayer. Viktigast bland hans olika samlingar är The characters of Shakespeare's plays (1817), The English comic writers (1819), Table talk (1821-22), The spirit of the age (1825), den sistnämnda ett livfullt porträttgalleri av samtida litterära berömdheter i England, samt The plain speaker (1826). Som glödande whig och ivrare för franska revolutionens principer, lät Hazlitt ofta sina litterära omdömen påverkas av politiska antipatier. 
Av eftervälden har han dock enhälligt skattats som den jämte Samuel Taylor Coleridge och Charles Lamb störste litteraturkritikern bland Englands romantiker, mindre på grund av sin litterära smak än sin fulländade stil och sin lidelsefulla öppenhet. Hans samlade Works utgav i 12 band 1902-04, en biografi utgavs av hans son W. C. Hazlitt (2 band, 1867).